# Луговий Василь Петрович
Василь Петрович Луговий (нар. 28 листопада 1917, Кізлівка — пом. 13 серпня 2000) — учасник боїв на Халхин-Голі та Німецько-радянської війни, капітан, Герой Радянського Союзу (1939).

## Із біографії
Народився 28 листопада 1917 року в селі Кізілівка (тепер Чорнухинського району Полтавської області) в селянській родині. В 1929 році закінчив школу, працював у колгоспі. Військову службу розпочав у 134-й механізованій бригаді Київського військового округу. В 1938 р. закінчив школу молодших командирів і був призначений командиром танку «БТ-7». З 5 серпня 1939 року — учасник боїв з японськими військами на річці Халхін-Гол у складі 11 ордена Леніна легкої танкової бригади імені комбрига М. П. Яковлєва 57 окремого механізованого корпусу.
20 серпня 1939 р. радянсько-монгольські війська, після артилерійської й авіаційної підготовки перешли до наступу. Наступного дня, в районі гори Баїн-Циган, танк, яким командував молодший комвзводу Василь Луговий, був підбитий на ворожій позиції. Екіпаж танка протягом трьох днів вів нерівний бій, було знищено декілька ворожих гармат. Загинув механік-водій, знепритомнів від ран стрілець, отримав поранення і командир.
Коли підійшла підмога, мужнього командира, який мав 13 поранень, негайно відправили до шпиталю. Кілька годин тривала операція по вилученню куль і осколків. Сам Луговий так згадував про цей бій:
|  | Осколком снаряду була поранена вся права сторона тіла. Особливо важке поранення було в колінний суглоб правої ноги, в легені, праве око і кульове поранення в правий бік нижньої щелепи. Крім цього в палаючому танку я отримав великі опіки тіла. |

Указом Президії Верховної Ради СРСР від 17 листопада 1939 р. за мужність та героїзм, виявлені під час виконання військового й інтернаціонального обов'язку молодшому командиру взводу В. П. Луговому було присвоєно звання Героя Радянського Союзу з врученням ордена Леніна і медалі «Золота Зірка» за № 180. 5 лютого 1940 року він отримував нагороду з рук Голови Президії Верховної ради СРСР М. І. Калініна. Також нагороджений найвищою нагородою Монголії — орденом Сухе Батора.
На початку Німецько-радянської війни подав заяву з проханням направити на фронт, але військово-медична комісія відмовила через поганий стан здоров'я.
З вересня 1943 р. був секретарем виконкому Чорнухинської районної ради, брав активну участь у відновленні роботи органів влади, народного господарства. У травні 1944 року повернувся на військову службу. Воював у частинах протитанкової артилерії 3-го Білоруського фронту. Брав участь у звільненні міст Полоцьк, Луцьк, Вязьма і Кенігсберг. В роки війни відзначився мужністю і хоробрістю, за що удостоєний урядових нагород: орденів Червоної Зірки, Вітчизняної Війни I ступеня, медалей «За відвагу», «За взяття Кенігсберга», «За перемогу над Німеччиною у Великій Вітчизняній війні 1941—1945 рр.».
У грудні 1945 року капітан Василь Луговий був демобілізований. Працював водієм, головою колгоспу «Шлях Ілліча». Понад двадцять років очолював колгоспний автогараж. Помер 13 серпня 2000 року.